# Communauté de communes des Pieux
Die Communauté de communes des Pieux ist ein ehemaliger französischer Gemeindeverband mit der Rechtsform einer Communauté de communes im Département Manche in der Region Normandie. Sie wurde am 8. Februar 1978 gegründet und umfasste 15 Gemeinden. Der Verwaltungssitz befand sich im Ort Les Pieux.

## Historische Entwicklung
Mit Wirkung vom 1. Januar 2017 fusionierte der Gemeindeverband mit
- Communauté de communes de Douve et Divette,
- Communauté de communes de la Côte des Isles,
- Communauté de communes de la Vallée de l’Ouve,
- Communauté de communes du Cœur du Cotentin,
- Communauté de communes de la Région de Montebourg,
- Communauté de communes du Val de Saire,
- Communauté de communes de Saint-Pierre-Église sowie
- Communauté de communes de la Saire

und bildete so die Nachfolgeorganisation Communauté d’agglomération du Cotentin.

## Ehemalige Mitgliedsgemeinden
1. Benoîtville
2. Bricquebosq
3. Flamanville
4. Grosville
5. Héauville
6. Helleville
7. Pierreville
8. Les Pieux
9. Le Rozel
10. Saint-Christophe-du-Foc
11. Saint-Germain-le-Gaillard
12. Siouville-Hague
13. Sotteville
14. Surtainville
15. Tréauville